# Ordine del merito civile e militare (Toscana)
L'Ordine del merito civile e militare (indicato anche talvolta e impropriamente Ordine di Leopoldo II) è un ordine cavalleresco e dinastico di collazione della I. e R. Casa Granducale di Toscana.

## Storia
Con decreto del 19 febbraio 1853 il Granduca Leopoldo II istituì un nuovo Ordine equestre col nome di “Ordine del merito militare” (il terzo della Casa di Toscana , dopo l'Ordine di S. Stefano e l'Ordine di S. Giuseppe), intendendo con questo ampliare il mezzo di remunerazione già istituito col precedente decreto del 19 dicembre 1850 ed al fine di essere in grado di premiare più adeguatamente, a seconda delle circostanze, coloro che, nella carriera delle Armi, rendessero utili servizi e si rendessero benemeriti verso il Principe e lo Stato.
Gran Maestro dell'Ordine era il Granduca sovrano, dalla cui esclusiva volontà dipendeva interamente la collazione dell'Ordine.
La decorazione poteva essere concessa sia a toscani che a stranieri e si divideva in tre gradi: cavalieri di prima, di seconda e di terza classe.
La decorazione dell'Ordine consisteva in una croce a 5 spicchi riuniti da uno scudo circolare avente sul dritto la cifra “L. II” con intorno l'epigrafe “Merito Militare” e sul rovescio l'indicazione “1853”. Le decorazioni di 1ª e 2ª classe erano legate in oro con la corona reale dello stesso metallo, mentre quelle di 3ª classe avevano la legatura e la corona in argento; la croce era appesa con un nastro rosso e nero.
Gli affari dell'Ordine venivano trattati dal Ministro della Guerra come Gran Cancelliere (all'epoca il Presidente del Consiglio dei ministri S.E. Giovanni Baldasseroni), coadiuvato da un Segretario e da un Archivista.
Dall'Archivio Nazionale di Praga sono stati recentemente acquisiti importanti documenti su questo Ordine Granducale e cioè tre decreti di Ferdinando IV del 1861 e 1862 (in Arch. Asburgo Lorena, F. IV, segn. 76 C, n. 672, b.241).
Con decreto del 9 novembre 1861 Ferdinando IV dispose che l'Ordine creato nel 1853 fosse al tempo stesso Ordine del merito Civile e Militare e che avesse cinque classi per ciascuna categoria (1° gran croce, 2° grande ufficiale, 3° commendatore, 4º ufficiale, 5° cavaliere). Esisteva anche una benemerenza detta "croce d'onore" (stessa decorazione dei cavalieri ma senza la corona).
Con altro decreto in pari data venivano fissate le modalità per portare le decorazioni (distinte nelle due categorie “civile” e “militare”) e la loro foggia.
Era stabilito che il grado di gran croce e quello di grande ufficiale davano diritto all'insignito (se suddito granducale) di essere iscritto senza spese alla nobiltà della città di appartenenza o di quella più prossima alla sua residenza, e ciò con carattere ereditario, mentre il grado di commendatore e di ufficiale conferivano nobiltà personale.
Alla morte dell'insignito la decorazione veniva restituita al Segretario dell'Ordine.
Veniva altresì stabilito che il Gran Cancelliere fosse prescelto fra i Gran Croce, che il Segretario fosse rivestito della qualità di Commendatore o di Ufficiale e che le funzioni di Archivista potessero essere affidate anche a persona non insignita.

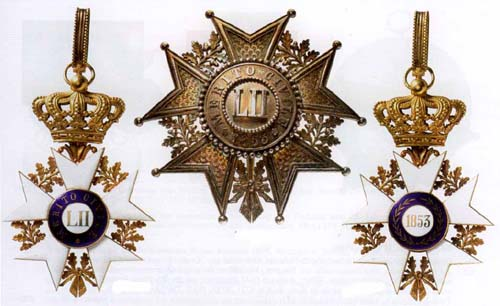
Ordine del merito civile

Con altro decreto del 18 febbraio 1862 veniva istituita la “Medaglia del Merito” collegata all'”Ordine del merito civile e militare” , distinta in cinque classi e nei metalli d'oro, d'argento e di rame, col nastro uguale a quello della Croce di Cavaliere dell'”Ordine del merito civile e militare”. Con l'istituzione della nuova medaglia veniva abolita la medaglia speciale per merito militare istituita con decreto del 19 maggio 1841.

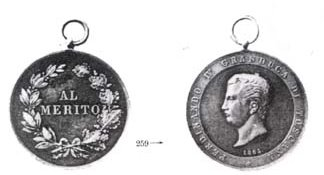
Medaglia del merito

Il 20 dicembre 1866 Ferdinando IV di Toscana ed i suoi figli rientrarono nella Casa Imperiale e la Casa di Toscana smise di esistere come casa reale autonoma, venendo riassorbita da quella imperiale austriaca; a Ferdinando fu permesso di mantenere la sua fons honorum vita natural durante, mentre i figli divennero solo Principi Imperiali (Archiduchi/Arciduchesse d'Austria) e non più Principi/Principesse di Toscana: Ferdinando IV abdicò ai diritti dinastici al Granducato di Toscana (1870) a favore dell'Imperatore Francesco Giuseppe d'Austria e pertanto anche i suoi discendenti persero ogni diritto dinastico sulla Toscana. Il Gran Magistero dell'Ordine del merito civile e militare cessò invece con la morte di Ferdinando IV come per gli altri due ordini cavallereschi conferiti dall'ultimo Granduca di Toscana Ferdinando IV.  
Uno dei discendenti di Ferdinando IV, Sigismondo d'Asburgo-Lorena, con suo Decreto del 19 febbraio 2007, ha comunque riaffermato l'esistenza e la piena attualità dell'Ordine, stabilendo che per il futuro i conferimenti saranno limitati ai cinque gradi della sola "categoria civile", cosicché l'Ordine sarà comunemente denominato "Ordine del merito civile". Gli effetti nobilitanti per i gradi previsti saranno limitati ai soli casi nei quali tali effetti saranno espressamente richiamati nei provvedimenti di nomina.
Gran Cancelliere dell'Ordine è stato nominato il Marchese Cav. di Gr. Cr. Don Domenico Serlupi Crescenzi Ottoboni.